# Ode
Pour les articles homonymes, voir Ode (homonymie).

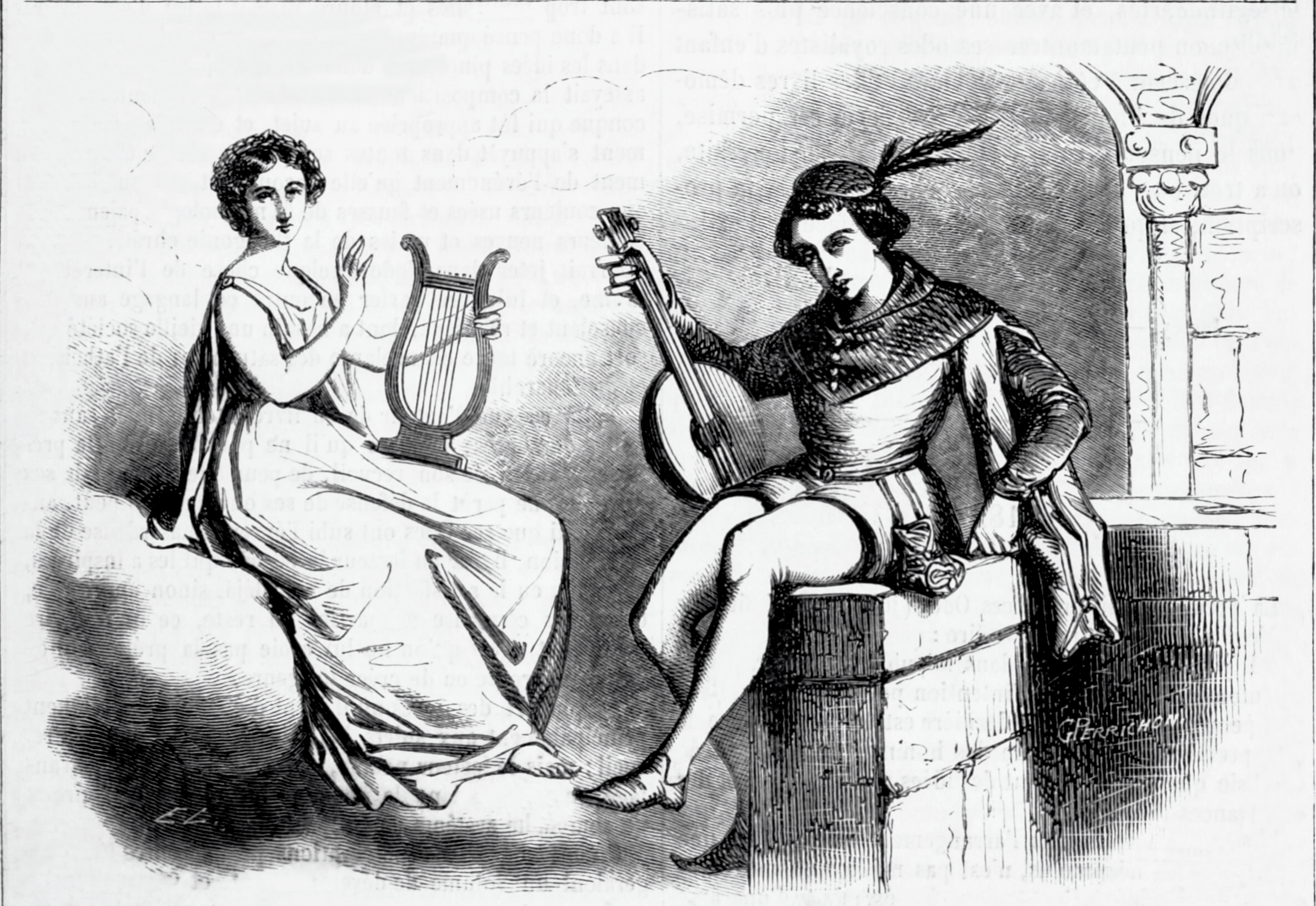
Couverture de Odes et Ballades de Victor Hugo.

Dans la littérature grecque, une ode, du grec ᾠδή / ōidḗ, « chant », est un poème lyrique généralement en 7 strophes de 5 vers en  décasyllabes, accompagné de musique. Par extension, une ode est un poème célébrant un personnage ou un événement : un vainqueur des Jeux olympiques, par exemple.
Une ode peut aussi être triste, relatant un amour perdu ou un simple désespoir face à un monde en détresse. C’est un genre élevé, l’équivalent poétique de l’épopée.

## Historique
À la suite du poète grec Pindare, Horace, poète latin, a pratiqué ce genre dans ses Odes.
C’est Ronsard qui, appliquant à la lettre le programme fixé par la Pléiade dans la Défense et illustration de la langue française, introduisit le premier ce nom dans la langue française. « Nous introduisismes, dit Pasquier, entre autres nouvelles espèces de poésie, les odes dont nous empruntasmes la façon des Grecs et des Latins. » Le XVIe siècle s’appliqua surtout à copier l’ode pindarique. C’est celle que Malherbe cultivera et dont Boileau donna les règles, en proclamant qu’elle est à peine susceptible d’en recevoir.
Les vers de l’auteur de l’Art poétique sur le style impétueux et déréglé de l’ode et sur son « beau désordre » ont, suivant Marmontel, fait faire beaucoup d’extravagances et justifié une foule de mouvements factices, d’interrogations, d’exclamations, de tournures bondissantes, simulant l’ivresse à jeun et l’enthousiasme à froid :
Quelle docte et sainte ivresse
Aujourd’hui me fait la loi ?
Les meilleurs poètes lyriques n’ont pas été à l’abri de la manie d’imitation qui a tendu à faire un genre faux et artificiel de l’ode, qui devrait être la forme la plus parfaite du sentiment poétique par excellence, le sentiment lyrique.
Les Anciens ont longtemps divisé l’ode, comme les chœurs de leurs tragédies, en trois parties coordonnées entre elles et réglées suivant le chant et les mouvements qui accompagnaient les paroles : la strophe, l’antistrophe et l’épode, marquant le tour et le retour des chanteurs ou leur repos.
L’école de Ronsard essaya de ramener, avec l’ode, ses divisions rythmiques et chorégraphiques. Vauquelin a dit dans son Art poétique :
Car depuis que Ronsard eut amené les modes
Du tour et du retour et du repos des odes,
Imitant la pavane ou du roi le grand bal,
Le françois n’eut depuis en Europe d’égal.
Ce genre a ensuite été illustré par Victor Hugo dans ses Odes et Ballades. Au début du XXe siècle, on assiste à un renouveau du genre sous la plume de Claudel, dans Cinq Grandes Odes.